# Golf de Bòtnia

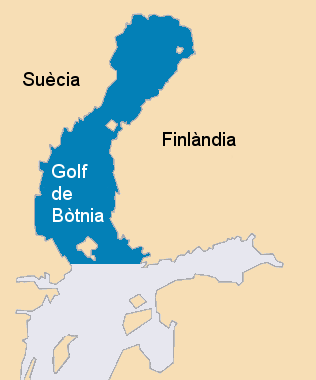
Situació del golf de Bòtnia entre Suècia i Finlàndia

El golf de Bòtnia (Bottniska viken en suec i Pohjanlahti en finès) és el braç més septentrional de la mar Bàltica. Està situat entre la costa oest de Finlàndia i la meitat nord de la costa oriental de Suècia. Les Illes Åland en constitueixen l'extrem sud. La part nord, més tancada, és coneguda com la badia de Bòtnia (Botten viken / Perämeri), mentre que la part principal del golf és anomenada mar de Bòtnia (Bottenhavet / Selkämeri).
El fa interessant la seva baixa salinitat, que si bé al sud ja té els valors reduïts que presenta el Bàltic en general, com més al nord encara disminueix més, fins al punt que hom ja no hi pot notar el gust de la sal i hi viuen molts peixos d'aigua dolça.

## Nom
Bòtnia és una llatinització. El nom suec Bottenviken originàriament només era Botn, amb botn sent nòrdic antic per "golf" o "badia", que també és el significat del segon element vik.
El nom botn es va aplicar al golf de Bòtnia com a Helsingjabotn en nòrdic antic, després de Hälsingland, que aleshores es referia a la costa a l'oest del golf. Més tard, botten es va aplicar a les regions Västerbotten al costat oest i Ostrobothnia el costat oriental ("East Bottom" i "West Bottom"). El nom finès d'Österbotten, Pohjanmaa (maa, que significa 'terra'), dona una pista sobre el significat en ambdues llengües: el significat de pohja inclou tant 'inferior' com 'nord'. Pohja és la paraula base per al nord, pohjoinen, amb un sufix adjectival afegit.
Botn/botten és cognat amb la paraula anglès bottom, i podria formar part d'una paraula general distinció nord-europea de les terres baixes, a diferència de les terres altes, com ara la regió Netherlandic, Samogítia (Lituània) i Sambia (Oblast de Kaliningrad).
Una segona possibilitat és aquest botten segueix una connotació escandinava alternativa de "més llunyà". Així, el golf de Bòtnia seria l'extensió més llunyana de l'oceà.
Julius Pokorny dona l'arrel protoindoeuropea estesa com a *bhudh-m(e)n amb una *bhudh-no-, de la qual el llatí fundus, com en el fons, es deriva. El significat original de l'anglès nord, del protoindoeuropeu *ner- 'sota', indica un sentit original de 'terra baixa' per a les terres baixes. D'altra banda, per nord els autors clàssics normalment volien dir "extrem", ja que les terres del nord eren per a ells més exteriors.
En saami, les direccions cardinals s'anomenaven segons les diferents parts de la tenda típica utilitzada per aquest poble nòmada. La porta de la tenda s'orientava tradicionalment al Sud, en la direcció més assolellada, i la part inferior de la tenda estaria alineada amb el Nord. Així l'origen de la paraula pohja en el seu ús com a "nord". Segons Lönnrot, el nord es considerava la direcció inferior perquè el punt més baix de la trajectòria del sol hi és.

## Història

### Prehistòria
Durant mil·lennis, el golf va estar cobert d'una gruixuda capa de gel i així va ser fins al final de l'últim període glacial. El gel va començar a retirar-se lentament de la terra fa gairebé 13.000 anys i va deixar el sud de Suècia lliure de gel; però el golf roman permanentment congelat. Els primers homes que van poblar els voltants del golf van ser caçadors-recol·lectors originaris de l'actual regió de Malmö i a la recerca de noves terres que van descobrir a mesura que es retirava la placa de gel, hi ha prop de 6.500 anys. Tanmateix, és possible que l'home, més concretament l'home de Neandertal, estigués present abans de l'última edat glacial, fa més de 50.000 anys.
La primera cultura que es va establir al llarg del golf va ser la de la ceràmica perforada que va perdurar fa uns 1.000 a 5.000 anys, a la costa sueca i en altres llocs d'Escandinàvia (sud de Suècia i Noruega i Dinamarca). Aquesta cultura estava representada per caçadors-recol·lectors que van crear una transició entre el Mesolític i el Neolític en aquesta regió del nord d'Europa. Aquests pobles es concentren principalment en el món de la pesca i la caça de foques, la qual cosa fa que el golf i la mar Bàltica siguin importants actius en aquesta època.

### Protohistòria
La costa sueca del golf va guanyar la seva primera fama durant l'edat del bronze quan es va utilitzar per permetre que el comerç per vaixell arribés al mar Bàltic i desembarca al llarg de les actuals costes polonesa, alemanya i danesa i així comerciar amb la civilització celta de la Tène però també la República Romana.
L'edat del ferro permet el desenvolupament de l'edat de les migracions, més coneguda com el període Vendel, un lloc a Uppland, a la costa sueca al sud del golf. Aquest període farà d'Uppland una de les regions escandinaves més poderoses en aquell moment.
A poc a poc, els vikings comencen a buscar rutes marítimes cap a Rússia; aquest és l'inici de l'Era dels vikings i les exploracions a Europa i Escandinàvia per l'aigua; i en particular l'exploració del golf de Bòtnia.

### L'època vikinga
L'era vikinga permetrà l'expansió de les civilitzacions cap al nord d'Escandinàvia, en particular al llarg de les costes del golf durant un període de diversos segles. Mentre que els vikings es van establir a les ciutats actuals des d'Estocolm fins a Sundsvall al segle VIII i des d'aquest últim fins a Umeå al segle ix, la resta de la costa sueca i tota la costa del golf de Finlàndia s'hauran visitat només unes poques vegades pels vikings.
Els lligams amb els finlandesos, que ja havien començat abans de l'època vikinga, es van intensificar a l'extrem sud del golf, amb les illes Åland creant una mena de pont natural entre Suècia i Finlàndia.

### El Regne de Suècia
Poc després de la fundació d'Estocolm, Suècia es va cristianitzar molt ràpidament. El regne suec va decidir així cristianitzar les poblacions finlandeses a l'altra banda del golf de Bòtnia. El regne aprofitarà aquesta conversió religiosa per adquirir terres finlandeses passant bé directament pel golf, a escala de les illes Åland, o bé per terres passant pel golf.

## Geografia
L'Organització Hidrogràfica Internacional defineix el límit sud del golf de Bòtnia de la següent manera:

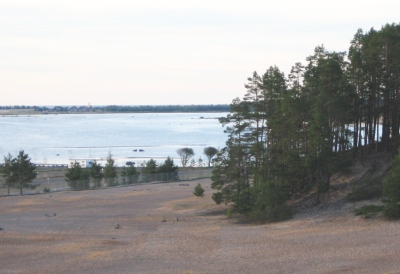
Platges de sorra de Kalajoki a la vora del golf de Bòtnia

Des de Simpnäsklubb (59°54'N) a Suècia, fins a Flötjan, Lagskær [sic], Fæstörne [sic], Kökars örn i Vænö-Kalkskær [sic] fins al punt SW de Hangöudde (Hangö Head, 59°49'N) a Finlàndia, incloent-hi així Åland i els bancs i canals adjacents al golf de Bòtnia.
El golf és 725 km de llarg, 80–240 km d'ample i té una profunditat mitjana de 60 m. La profunditat màxima és de 295 m. La superfície és de 117.000 km². El punt més al nord està situat a Töre a la badia de Bothnian i les seves coordenades són 65° 54'07" N 22° 39'00 E.
La profunditat i la superfície del golf de Bòtnia estan disminuint constantment, ja que la terra s'aixeca després d'haver estat pressionada per uns 800 a 1.000 metres pel gel continental durant l'última edat glacial. La pujada és de 80 cm cada cent anys. S'estima que la terra té uns 300 a 400 peus més (100 a 125 metres) per pujar abans que s'arribi a l'equilibri. Aquesta taxa de recuperació s'alenteix progressivament a mesura que s'acosta l'equilibri isostàtic.
Al golf desemboquen una sèrie de rius d'ambdós costats; en conseqüència, hi ha un gradient de salinitat de nord a sud. Al sud l'aigua és l'aigua salobre normal del mar Bàltic, però al nord, a la badia de Bothnian, la salinitat és tan baixa, des del 0,4% prop de Kvarken fins al 0,2% a la part més septentrional, que hi prosperen molts peixos d'aigua dolça com el lluç, el peix blanc i la perca.
El golf és una combinació de la badia de Botnia al nord i el mar de Botnia al sud, separats per la regió de Kvarken amb una profunditat d'aigua d'uns 25 m i una taxa d'augment del terreny de gairebé 10 mm a l'any. D'aquí a 2000 anys, s'espera que la badia se separi de la resta del golf i es converteixi en un llac d'aigua dolça.
En ser gairebé fresc, el golf es congela durant cinc mesos cada any. La gelada del mar Bàltic comença i acaba al nord del golf de Bòtnia. Les restriccions de trànsit per a l'assistència al trencaglaç solen estar vigents per a tot el golf des de finals de gener fins a finals d'abril i per als ports més al nord des de mitjans de desembre fins a mitjans de maig.

## Geologia
Geològicament, el golf de Bòtnia és una antiga depressió d'origen tectònic. La depressió està parcialment plena de roca sedimentària dipositada al Precambrià i al Paleozoic. Les planes properes adjacents al golf formen part de la peneplanura subcambriana. Tot i que ha estat coberta repetidament per glaceres durant els últims 2,5 milions d'anys, l'erosió glacial ha tingut un efecte limitat en el canvi de la topografia.
Es creu que el rebot post-glacial en curs provocarà la divisió del golf de Bòtnia en un golf meridional i un llac nord a través de l'àrea de Norra Kvarken en uns 2.000 anys.

## Economia
La terra que envolta el golf de Bòtnia és molt boscosa. Els arbres es talen i després es transporten a la costa per a la molta. El golf també és important per al transport de petroli a les ciutats costaneres i el transport de minerals a les fàbriques d'acer, per exemple a Raahe.
Pel que fa al tonatge en trànsit internacional, els ports més grans del costat finlandès són Rauma, Kokkola i Tornio. Els principals ports del costat suec es troben a Luleå, Skellefteå, Umeå, Sundsvall, Gävle i Hargshamn. A Luleå s'exporten pellets de mineral de ferro i s'importa carbó. Gävle és el tercer port de contenidors més gran de Suècia. També envia productes forestals i petroli. En les operacions portuàries al golf de Bòtnia, es pot requerir ajuda per trencar el gel per a una temporada de gel amb una mitjana de sis mesos; mentre que al golf de Finlàndia, la temporada de trencament del gel només té una mitjana de tres mesos.
Hi ha una mica de pesca, principalment arengada bàltica, per a les necessitats domèstiques. Un problema persistent ha estat la contaminació, perquè el mar està tancat per una gran conca de drenatge i està mal connectat amb les aigües més dolces de l'Atlàntic. Els nivells de mercuri i PCB han estat relativament alts, tot i que l'Autoritat de Seguretat Alimentària finlandesa considera l'arengada comestible. Encara que els nivells superen els límits, els àcids grassos tenen beneficis per a la salut que compensen aquest risc.

## Rius que hi desemboquen
- Ume o Ångerman
- Lule
- Torne
- Kemijoki
- Oulujoki
- Kokemäenjoki

## Ciutats
- Luleå
- Härnösand
- Sundsvall
- Gävle
- Pori
- Vaasa
- Oulu